# Саїф бін Султан
Саїф бін Султан I (д/н —15 жовтня 1711) — імам Оману в 1692—1711 роках. Сприяв розширенню влади на східне узбережжя Африки.

## Життєпис
Походив з династії Ярубідів. Син імама Султана I бін Саїфа. Після смерті останнього 1679 року трон отримав брат Саїфа — Більараб. Згодом Саїф виступив проти нього, оскаржуючи владу. В результаті володіння Оману фактично розділилися. Боротьба братів тривала до 1692 року, коли Саїф зрештою переміг та повалив Більараба. Після цього сам став імамом Оману.
Своєю резиденцією зробив фортецю Растак. Продовжив політику батька у внутрішній та зовнішній політиці. Імам підтримував торгівлю та ремісництво, сприяв розвитку сільського господарства, насамперед будівництвом кяризів та засадженням оазів фініковими пальмами.
Водночас поновив війну проти Португалії в Індійському океані. 1696 року було взято в облогу Момбасу, яку було захоплено 1698 року. Тоді ж встановлено владу над архіпелагом Занзібару, підкорено острови Пемба і Кілва. Влада Оману простяглася до мису Капо Дельгадо (сучасний північний Мозамбік). Для зміцнення там своєї влади здійснив переселення в міста оманських арабів. Встановлення владид на східноафриканським узбережжям сприяло опануванню торгівлею з внутрішніми областями Африки. Звідти вивозилося золото, раби та слонова кістка. Африканським вождям продавалися тканини, зброя та залізо.
Також розпочав масштабні піратські заходи проти суден європейських країн, Персії та Імперії великих Моголів.
Помер Саїф бін Султан 1711 року. Владу успадкував його син Султан бін Саїф II.